# Graveyard Classics
Graveyard Classics è il quarto album della band death metal Six Feet Under. È una raccolta di canzoni classiche dell'hard rock, del punk rock e dell'heavy metal, reinterpretate in chiave death 'n' roll.

## Tracce
1. Holocaust (cover dei Savatage) - 4:40
2. T.N.T. (cover degli AC/DC) - 3:30
3. Sweet Leaf (cover dei Black Sabbath) - 5:23
4. Piranha (cover degli Exodus) - 3:50
5. Son of a Bitch (cover degli Accept) - 3:39
6. Stepping Stone (cover dei Sex Pistols) - 2:40
7. Confused (cover degli Angel Witch) - 2:52
8. California Über Alles (cover dei Dead Kennedys) - 3:40
9. Smoke On The Water (cover dei Deep Purple) - 5:24
10. Blackout (cover dei Scorpions) - 3:43
11. Purple Haze (cover di Jimi Hendrix) - 2:53
12. In League With Satan (cover dei Venom) - 3:58

## Formazione
- Chris Barnes - voce
- Steve Swanson - chitarra
- Terry Butler - basso
- Greg Gall - batteria